# Wolke 7 (Max-Herre-Lied)
Wolke 7 ist ein Lied des deutschen Rappers Max Herre, in Kooperation mit dem deutschen Liedermacher Philipp Poisel. Das Stück erschien am 3. August 2012 als erste Singleauskopplung seines dritten Studioalbums Hallo Welt!.

## Entstehung

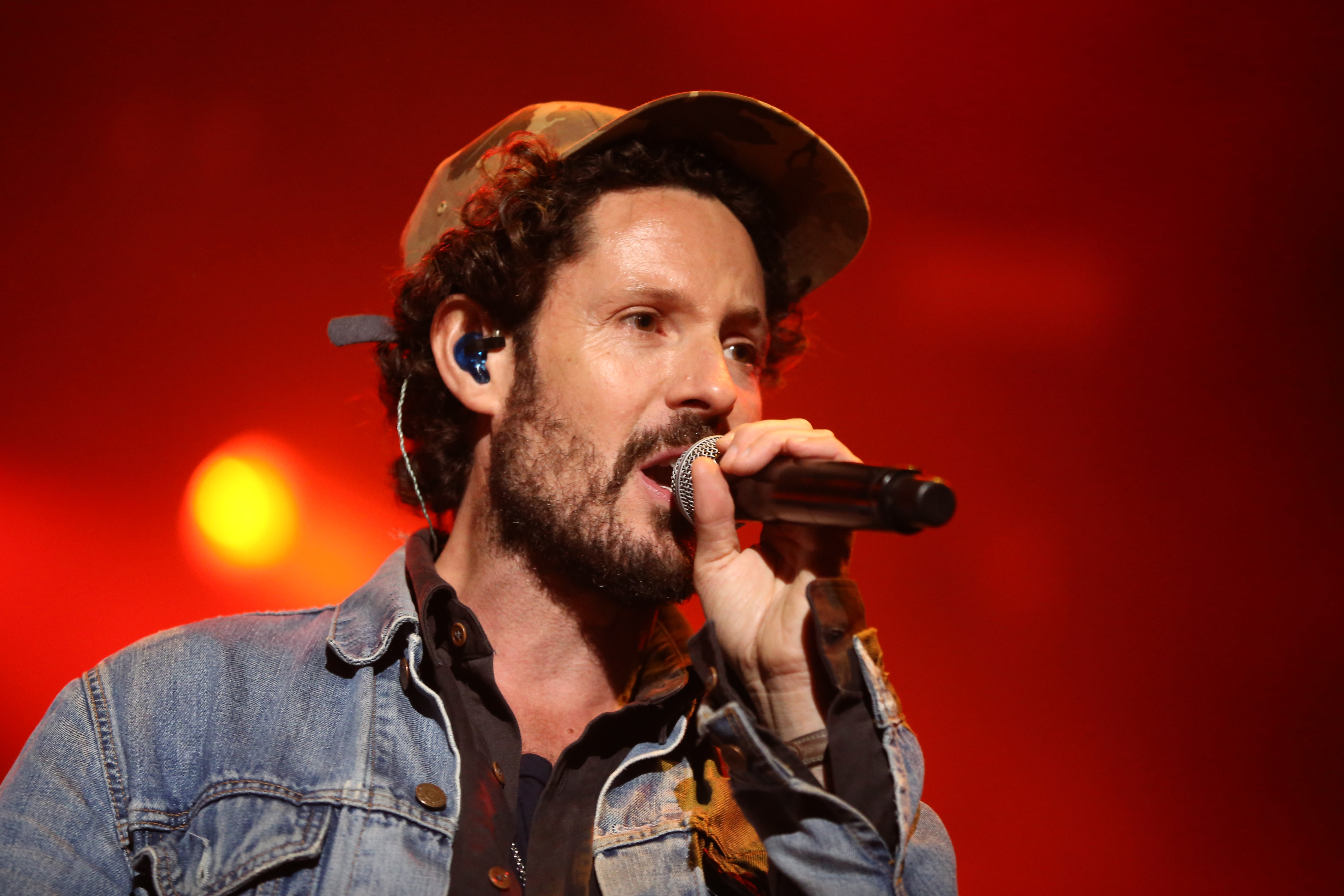
Max Herre

Geschrieben wurde das Lied von Max Herre und Philipp Poisel. An der Komposition beteiligten sich zudem Frank Pilsl, Samon Kawamura und Roberto Di Gioia. Das Lied wurde von Kahedi produziert, der schon vorher mit Max Herre zusammengearbeitet hatte.

## Veröffentlichung
Die Single erschien zusammen mit den Liedern Jeder Tag zuviel und 1992 am 3. August 2012. Die EP Wolke 7 enthielt zudem auch die Instrumentals. All diese Lieder sind auch in seinen Studioalbum Hallo Welt! vorhanden, welches am 24. August 2012 erschien. Das offizielle Musikvideo wurde, kurz vor der Veröffentlichung des Albums, am 9. August 2012 auf YouTube veröffentlicht.
In den von GfK Entertainment ermittelten Single-Charts erreichte das Lied am 17. August 2012 Platz sechs in Deutschland und hielt sich dort insgesamt 33 Wochen.

## Inhalt
Das Lied beschäftigt sich inhaltlich mit den Erfolgen und Misserfolgen des Lebens. Es gäbe Momente, wo man „auf Wolke sieben sei“ und glücklich ist, aber auch Niederlagen, Probleme und Sinnlosigkeit. Max Herre und Philipp Poisel rufen dazu auf, die „Augen zu schließen“ und diese Hindernisse zu überwinden.
Zu dem Inhalt des Liedes äußerte sich Max Herre in einem Interview wie folgt:

„Hier beschreibe ich das Zweifeln und Hadern mit unserem Leben. Zugleich bin ich mir darüber bewusst, dass wir von Luxusproblemen reden. Und ich empfinde Scham darüber.“

## Kritiken
Wolke 7 erhielt überwiegend positive Kritiken. Simon Langemann von Laut.de urteilt, dass die Single „dem Melancholiker Philipp Poisel wie auf den Leib geschneidert“ sei und Herre „unterdessen einmal mehr mit philosophischen Strophen“ brilliere. Das Hip-Hop-Magazin Juice.de blickt auf das Lebenswerk von Max Herre zurück und schreibt: „Das Rappen hat Max dabei natürlich nach wie vor nicht verlernt.“ Er sei „seit gut 15 Jahren aus dem Deutschrap-Kosmos nicht wegzudenken.“